# Ordre de bataille unioniste du Cratère
Les commandants et unités de l'armée de l'Union suivants ont combattu lors de la bataille du Cratère (le 30 juillet 1864), de la guerre de Sécession. L'ordre de bataille confédéré est indiqué séparément.

## Abréviations utilisées

### Grade militaire
- MG = Major général
- BG = Brigadier général
- Col = Colonel
- Ltc = Lieutenant-colonel
- Maj = Commandant
- Cpt = Capitaine
- Lt = Lieutenant

### Autre
- (b) = blessé
- mb = mortellement blessé
- † = tué
- (PDG) = capturé

## Forces de l'Union

### Général en Chef
LTG Ulysses S. Grant, commandant en chef

### Armée du Potomac
MG George Meade
Garde de la prévôté :
BG Marsena R. Patrick
- 1st Indiana Cavalry, compagnie K : Cpt Theodore Majtheny
- 1st Massachusetts Cavalry, compagnies C & D : Cpt Charles Francis Adams, Jr.
- 80th New York : Col Theodore B. Gates
- 3rd Pennsylvania Cavalry, compagnies A, B, & M : Maj James W. Walsh
- 68th Pennsylvania : Col Andrew H. Tippin
- 114th Pennsylvania : Col Charles H. T. Collis

Brigade du génie :
BG Henry Washington Benham
- 15th New York Engineers (5 compagnies) : Maj William A. Ketchum
- 50th New York Engineers :
- Battalion U.S. Engineers : Cpt George H. Mendell

Corps des signaux : Cpt Benjamin F. Fisher
Gardes et préposés aux bénéficiaires :
- Compagnie indépendante de la cavalerie d'Oneida (New York) : Cpt Daniel P. Mann

#### IXe Corps
MG Ambrose Burnside
Garde de la prévôté : 
- 8th United States : Cpt Milton Cogswell

| Division                                 | Brigade                                                             | Régiments et autres |
| ---------------------------------------- | ------------------------------------------------------------------- | --- |
| Première division BG James H. Ledlie     | Première brigade BG William F. Bartlett (PDG) Ltc Joseph H. Barnes  | - 21st Massachusetts : Cpt William H. Clark (mb) - 29th Massachusetts : Ltc Joseph H. Barnes, Cpt Willard D. Tripp - 56th Massachusetts: Col Stephen M. Weld (PDG), Cpt Charles D. Lamb - 57th Massachusetts : Maj Albert Prescott (†), Cpt Edson A Dresser (†), Lt Albert Doty - 59th Massachusetts : Col Jacob P. Gould (mb), Ltc John Hodges (†), Cpt Ezra P Gould - 100th Pennsylvania : Maj Thomas J. Hamilton (mb), Cpt Walter Oliver (†), Cpt Joseph H. Pentecost |
| Première division BG James H. Ledlie     | Deuxième brigade Col Elisha Marshall (PDG) Ltc. Gilbert P. Robinson | - 3rd Maryland (4 compagnies) : Ltc Gilbert P. Robinson, Cpt David J. Weaver - 14th New York Heavy Artillery : Maj Charles Chipman - 179th New York (7 compagnies) : Maj John Barton (†), Cpt Albert A. Terrill - 2nd Pennsylvania Provisional Heavy Artillery : Ltc Benjamin G Barney ( (b), Cpt James W. Haig |
| Première division BG James H. Ledlie     | À titre d'Ingénieur                                                 | - 35th Massachusetts : Cpt Clifton A. Blanchard |
| Deuxième division BG Robert Brown Potter | Première brigade Col Zenas Bliss                                    | - 36th Massachusetts : Cpt Thaddeus L. Barker - 58th Massachusetts : Cpt Charles E. Churchill - 2nd New York Mounted Rifles: Col John Fisk - 45th Pennsylvania : Cpt Theodore Gregg - 48th Pennsylvania : Ltc Henry Pleasants - 4th Rhode Island : Maj James T. P. Bucklin |
| Deuxième division BG Robert Brown Potter | Deuxième brigade BG Simon Goodell Griffin                           | - 31st Maine : Cpt James Dean - 32nd Maine : Cpt Joseph B. Hammond - 2nd Maryland : Cpt James H. Wilson - 6th New Hampshire : Cpt Samuel G. Goodwin - 9th New Hampshire : Cpt John B. Cooper - 11th New Hampshire : Cpt Arthur C. Locke - 17th Vermont : Cpt Lyman E. Knapp |
| Deuxième division BG Robert Brown Potter | À titre d'Ingénieur                                                 | - 7th Rhode Island : Cpt Percy Daniels |
| Troisième division BG Orlando B. Willcox | Première brigade BG John F. Hartranft                               | - 8th Michigan : Maj Horatio Belcher - 27th Michigan (1st & 2nd Companies Michigan Sharpshooters affectées) : Cpt Edward S. Leadbeater - 109th New York : Col Isaac S. Catlin ( (b), Cpt Edwin Evans - 13th Ohio Cavalry (démontée) : Col Noah H. Nixon - 51st Pennsylvania : Maj Lane S. Hart - 37th Wisconsin : Col Samuel Harriman - 38th Wisconsin (5 compagnies) : Ltc Colwert K. Pler |
| Troisième division BG Orlando B. Willcox | Deuxième brigade Col William Humphrey                               | - 1st Michigan Sharpshooters : Col Charles V. DeLand - 2nd Michigan : Cpt Ebenezer C. Tulloch - 20th Michigan : Ltc Byron M. Cutcheon - 24th New York Cavalry (démonté) : Ltc Walter C. Newberry - 46th New York : Cpt Alphons Serviere - 60th Ohio (9th & 10th compagnies Ohio Sharpshooters affectées): Maj Martin Avery - 50th Pennsylvania : Ltc Edwin Overton, Jr. |
| Troisième division BG Orlando B. Willcox | À titre d'Ingénieur                                                 | - 17th Michigan : Col Constant Luce |
| Quatrième division BG Edward Ferrero     | Première brigade Ltc Joshua K. Sigfried                             | - 27th U.S. Colored Troops : Ltc Charles J. Wright - 30th U.S. Colored Troops : Col Delevan Bates - 39th U.S. Colored Troops : Col Ozora P. Stearns - 43rd U.S. Colored Troops (7 compagnies) : Cpt Jesse Wilkinson |
| Quatrième division BG Edward Ferrero     | Deuxième brigade Col Henry Goddard Thomas                           | - 19th U.S. Colored Troops (28th U.S. Colored Troops affecté) : Ltc Joseph G. Perkins - 23rd U.S. Colored Troops : Col Cleaveland J. Campbell ( (b) - 29th U.S. Colored Troops : Maj T. Jefferson Brown - 31st U.S. Colored Troops : Cpt Thomas Wright |
| Quatrième division BG Edward Ferrero     | Brigade d'artillerie Ltc J. Albert Monroe                           | - 2nd Battery Maine Light Artillery : Cpt James A. Hall - 3rd Battery Maine Light Artillery : Cpt Ezekiel R. Mayo - 7th Battery Maine Light Artillery : Cpt Adelbert B. Twitchell - 11th Battery Massachusetts Light Artillery : Cpt Edward J. Jones - 14th Battery Massachusetts Light Artillery : Cpt Joseph W. B. Wright - 19th Battery New York Light Artillery : Cpt Edward W. Rogers - 27th Battery New York Light Artillery : Cpt John B. Eaton - 34th Battery New York Light Artillery : Cpt Jacob Roemer - Battery D, Pennsylvania Light Artillery : Cpt George W. Durrell - 3rd Battery Vermont Light Artillery : Cpt Romeo H. Start - Mortar Battery : Cpt Benjamin F. Smiley |

### Armée de la James
MG Benjamin F. Butler
Artillerie de siège : Col Henry L. Abbot
- 1st Connecticut Heavy Artillery : Col Henry Larcom Abbot
  - Compagnie A : Cpt Edward A. Gillet
  - Compagnie B : Cpt Albert F. Booker
  - Compagnie M : Cpt Franklin A. Pratt

#### XVIIIe corps
MG Edward Ord

##### Xe Corps
(affecté au XVIIIe corps)
| Division                                | Brigade                                   | Régiments et autres |
| --------------------------------------- | ----------------------------------------- | --- |
| Deuxième division BG John Wesley Turner | Première brigade Col Newton Martin Curtis | - 3rd New York : Cpt George W. Warren - 112th New York : Ltc John F. Smith - 117th New York : Ltc Rufus Daggett - 142nd New York : Ltc Albert M. Barney                                                                                 |
| Deuxième division BG John Wesley Turner | Deuxième brigade Ltc William B. Coan      | - 47th New York : Cpt Charles A. Moore - 48th New York : Maj Samuel M Swartwout (†), Cpt Joseph Taylor - 76th Pennsylvania : Maj William S. Diller - 97th Pennsylvania : Cpt Isaiah Price                                               |
| Deuxième division BG John Wesley Turner | Troisième brigade Col Louis Bell          | - 13th Indiana (3 compagnies) : Lt Samuel M. Zent - 9th Maine : Cpt Robert J. Gray - 4th New Hampshire : Cpt Joseph M Clough ( (b), Cpt Frank W. Parker - 115th New York : Ltc Nathan J. Johnson - 169th New York : Maj James A. Colvin |